# Хомуха, Иван Викторович
Иван Викторович Хомуха (род. 14 июля 1994, Ипатово) — российский футболист, защитник.

## Биография
Начинал заниматься футболом в спортивных секциях в Ипатово, позже перешёл в ставропольское «Динамо». В 2007 году на одном из юношеских турниров был замечен скаутами московского «Спартака» и приглашён в клуб. С 2010 года начал выступать за дубль красно-белых в молодёжном первенстве, где за 6 сезонов провёл 63 матча. С 2013 года, параллельно с играми за дубль, стал играть в профессиональных соревнованиях за «Спартак-2», в первых двух сезонах — во втором дивизионе, а затем в первенстве ФНЛ.
Летом 2018 года перешёл в «СКА-Хабаровск», провёл сезон в качестве основного игрока, сыграл 34 матча и забив свои первые голы на взрослом уровне. Участник матча 1/16 финала Кубка России, в котором хабаровчане по пенальти уступили «Ахмату». Осеннюю часть сезона 2019/20 провёл в составе волгоградского «Ротора», где также был основным игроком, во всех своих 16 матчах выходил в стартовом составе. Однако в декабре 2019 года клуб решил расстаться с игроком. По итогам сезона «Ротор» стал победителем ФНЛ. Весной 2020 года спортсмен выступал за красноярский «Енисей», но в прерванном из-за коронавируса сезоне принял участие только в двух матчах, а летом по финансовым причинам покинул клуб. Выступая за красноярский клуб, достиг отметки в 100 сыгранных матчей в ФНЛ. Летом 2020 года перешёл в астраханский «Волгарь», за который в сезоне 2020/21 сыграл 31 матч, забил 1 мяч. Через год подписал контракт с «Чайкой» до конца сезона 2021/22, однако в сентябре сотрудничество было прекращено по соглашению сторон, за команду из Песчанокопского так и не сыграл. 25 сентября пополнил состав «КАМАЗа», за два месяца провёл 12 матчей, покинул клуб из Набережных Челнов в связи с истечением контракта. В зимнее трансферное окно сезона 2021/22 пополнил краснодарскую «Кубань». В зимнее трансферное окно сезона 2022/23 вернулся в «Волгарь».
Выступал за юниорские сборные России.

## Личная жизнь
Отец, Виктор Иванович (род. 1969) тоже был футболистом, играл за клубы Юга России во втором и третьем дивизионах. С известным игроком и тренером Дмитрием Хомухой, под руководством которого Иван играл в юношеской сборной, в родстве не состоит.